# 大門 (青梅市)
大門（だいもん）は、東京都青梅市に存在する地名である。現行行政地名は大門一丁目から大門三丁目。郵便番号は198-0014。

## 概要
青梅市中心部より北東に位置する。東は今寺、西は野上町、南は新町、北は塩船と隣接する。

## 地理
北から大門一丁目、二丁目、三丁目となる。一丁目では、狭山茶の生産が行われている。都道63号青梅入間線から南側（二丁目・三丁目）は、都市計画が完了しており、整備された住宅街が広がる。

### 河川
- 霞川

### 地価
住宅地の地価は、2017年（平成29年）の公示地価によれば、大門3丁目20番10の地点で13万4000円/m2となっている。

## 歴史
「霞村の歴史」を参照。
- 1873年 - 明倫学校（現在の青梅市立第三小学校）開校
- 1889年（明治22年）4月1日 - 町村制施行により、大門村、野上村、吹上村、塩船村、谷野村、木野下村、今寺村、根ヶ布村、師岡村、新町村、今井村、藤橋村が合併し神奈川県西多摩郡霞村が成立する。大門村は大字大門となる。
- 1893年（明治26年）4月1日 - 西多摩郡が南多摩郡、北多摩郡とともに東京府へ編入する。
- 1943年（昭和18年）7月1日 - 東京都制施行。
- 1947年 - 青梅市立第三中学校開校
- 1951年（昭和26年）4月1日 - 青梅町、調布村との合併により青梅市が発足。霞村は消滅。大字大門は霞地区（後に大門地区）に属する。
- 1978年（昭和53年）10月 - 「三ツ原土地区画整理事業」に伴い、大門・藤橋・今寺・今井の一部を整理し、大門一丁目・二丁目・三丁目として編成[6]。
- 1981年 - 青梅市交通公園開園
- 2009年 - 東京都立青峰学園開校

## 世帯数と人口
2018年（平成30年）1月1日現在の世帯数と人口は以下の通りである。
| 丁目       | 世帯数    | 人口    |
| ---------- | --------- | ------- |
| 大門一丁目 | 794世帯   | 1,775人 |
| 大門二丁目 | 331世帯   | 812人   |
| 大門三丁目 | 738世帯   | 1,771人 |
| 計         | 1,863世帯 | 4,358人 |

## 小・中学校の学区
市立小・中学校に通う場合、学区は以下の通りとなる。
| 丁目       | 番地                                   | 小学校             | 中学校             |
| ---------- | -------------------------------------- | ------------------ | ------------------ |
| 大門一丁目 | 361〜472番地 501〜585番地 656〜682番地 | 青梅市立第三小学校 | 青梅市立第三中学校 |
| 大門一丁目 | その他                                 | 青梅市立吹上小学校 | 青梅市立吹上中学校 |
| 大門二丁目 | 全域                                   | 青梅市立第三小学校 | 青梅市立第三中学校 |
| 大門三丁目 | 12〜26番地                             | 青梅市立第三小学校 | 青梅市立第三中学校 |
| 大門三丁目 | その他                                 | 青梅市立霞台小学校 | 青梅市立泉中学校   |

## 消防
- 青梅市消防団分団[8]
  - 第八分団 - 東青梅・大門地区

## 公共施設
- 青梅警察署大門駐在所
- 大門市民センター / 大門図書館
- 青梅市交通公園
- 塚の上公園
- 大門中原公園
- 塚の上南公園
- 霞下公園
- 大門西公園
- 霞下南公園
- 上開戸公園
- 大門稲荷下児童遊園

## 商業施設
- セイムス青梅大門店
- ユニクロ青梅店
- ほっともっと青梅大門店
- ホンダカーズ東京西 オートテラス青梅
- ファミリーマート青梅大門店、海田大門三丁目店

## 医療機関
- 青梅慶友病院
- 大門診療所

## 学校教育
- 東京都立青峰学園
- 東京都立青梅看護専門学校
- 青梅市立第三中学校
- 青梅市立第三小学校
- かすみ台第一保育園
- 鈴の音保育園
- 大門子どもクラブ

## 交通

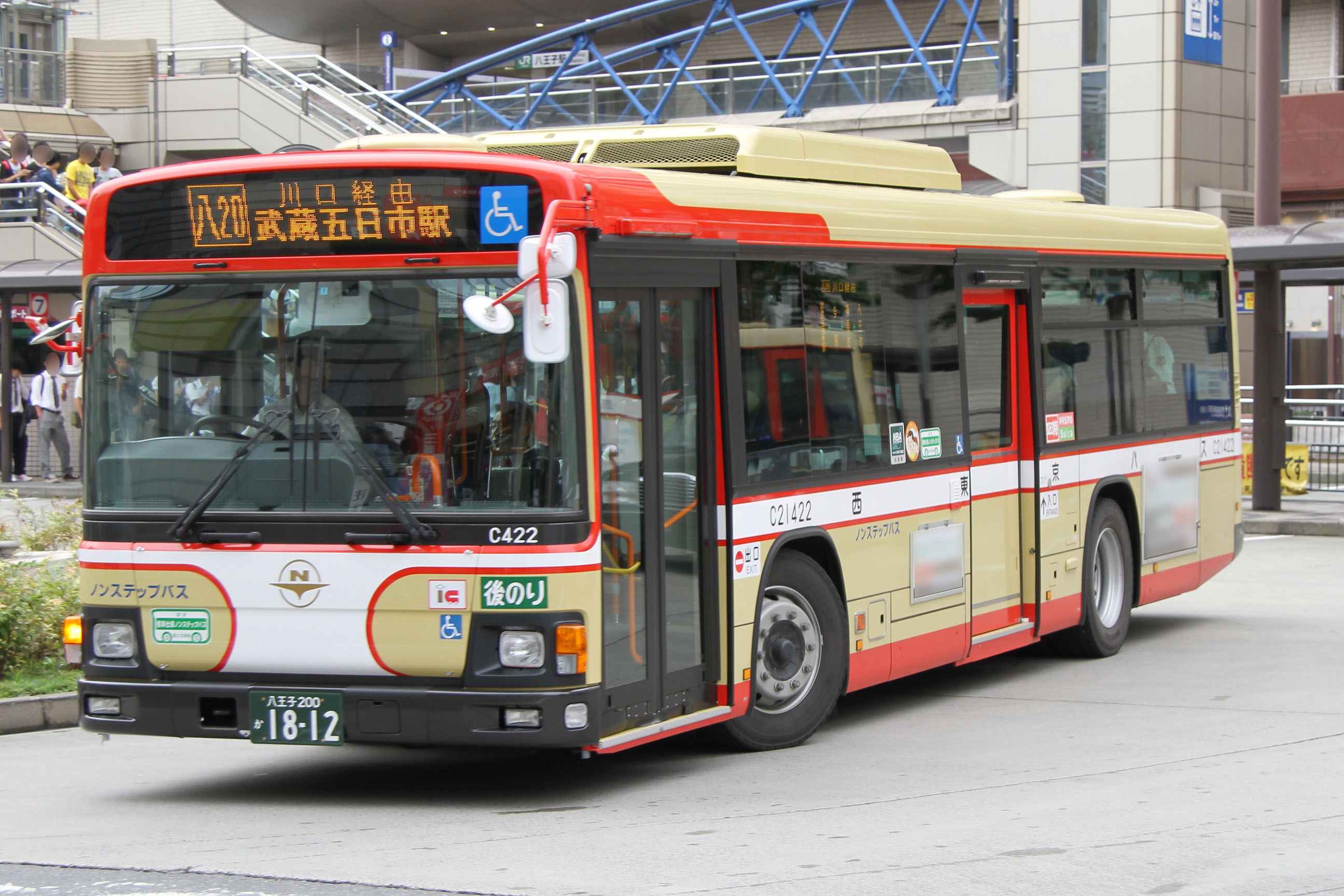
西東京バスの一般路線車両

### バス
- 西東京バス
- 西武バス
- 都営バス

### 道路
- 東京都道194号成木河辺線
- 東京都道・埼玉県道63号青梅入間線
- 物見塚通り

## 神社
- 大門神社
- 霞川神社
- 大門稲荷